# نفمولن
نفمولن (به فرانسوی: Neufmoulins) یک کمون در فرانسه است که در Canton of Lorquin واقع شده‌است.

## خصوصیات
نفمولن ۱٫۹۳ کیلومترمربع مساحت و ۳۷ نفر جمعیت دارد و ۲۹۵ متر بالاتر از سطح دریا واقع شده‌است.